# Grabowhöfe
Grabowhöfe är en kommun och ort i Landkreis Mecklenburgische Seenplatte i förbundslandet Mecklenburg-Vorpommern i Tyskland.
Den tidigare kommunen Vielist uppgick i Grabowhöfe 1 januari 2013.
Kommunen ingår i kommunalförbundet Amt Seenlandschaft Waren tillsammans med kommunerna Groß Plasten, Hohen Wangelin, Jabel, Kargow, Klink, Klocksin, Moltzow, Peenehagen, Schloen-Dratow, Torgelow am See och Vollrathsruhe.